# Euphyia tasmaniensis
Euphyia tasmaniensis är en fjärilsart som beskrevs av Turner 1941. Euphyia tasmaniensis ingår i släktet Euphyia och familjen mätare. Inga underarter finns listade i Catalogue of Life.